# (8247) Cherylhall
(8247) Cherylhall est un astéroïde de la ceinture principale.

## Description
(8247) Cherylhall est un astéroïde de la ceinture principale. Il fut découvert le 20 septembre 1979 à l'observatoire Palomar par Schelte J. Bus. Il présente une orbite caractérisée par un demi-grand axe de 3,22 UA, une excentricité de 0,10 et une inclinaison de 2,7° par rapport à l'écliptique.

## Compléments